# Station East Dulwich
Station East Dulwich is een spoorwegstation van National Rail in Southwark in Engeland. Het station is eigendom van Network Rail en wordt beheerd door Southern. 